# Jacob Roman

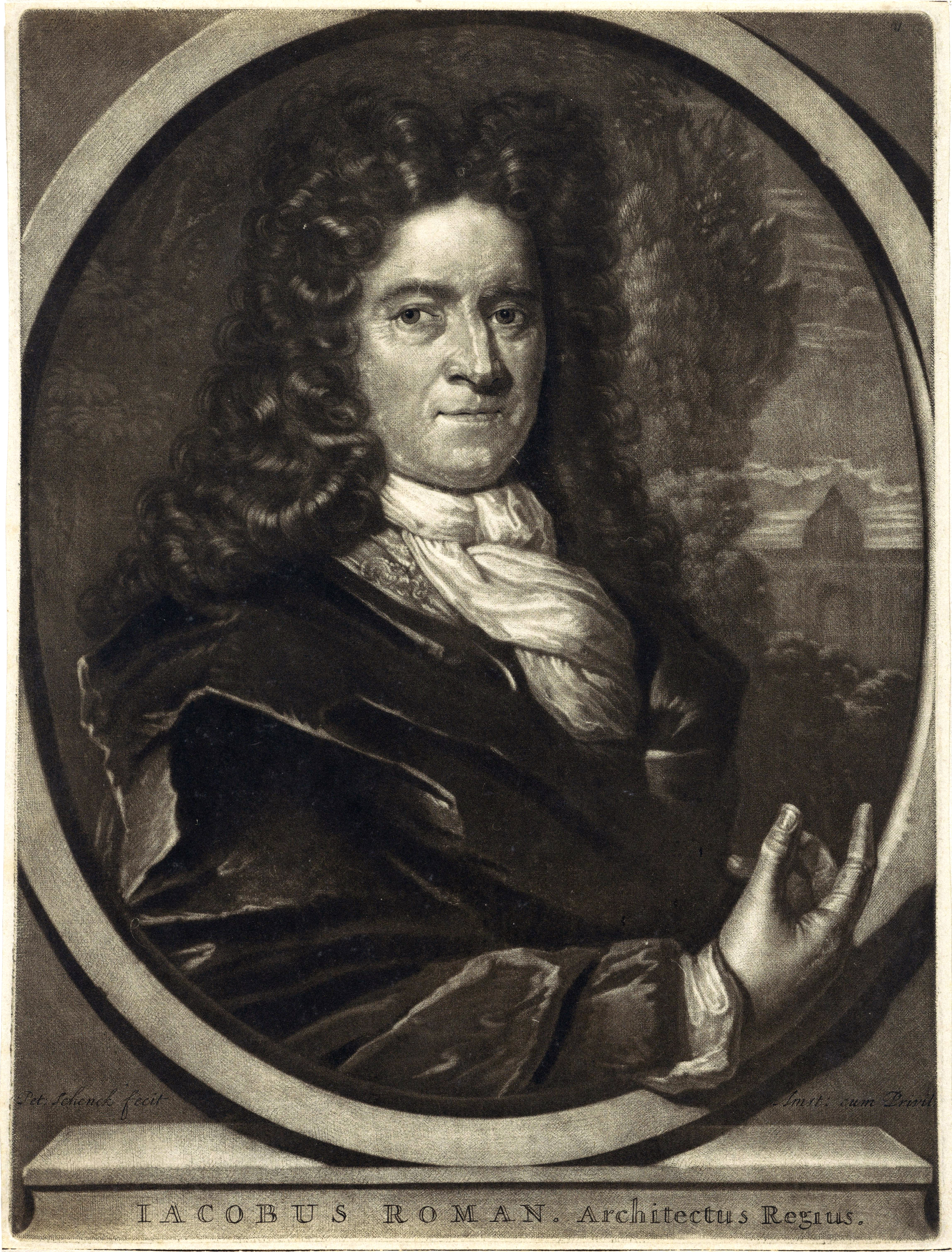
Jacob Roman, Radierung von Pieter Schenk

Jacob Roman, auch Jacobus Roman (* 1640 in Den Haag; † 1716 ebenda) war ein niederländischer Architekt. Er vertritt den Stil des Klassizistischen Barock der Niederlande.
Nach einer ersten Tätigkeit als Bildhauer wandte sich Roman ab 1680 der Architektur zu und wurde 1681 zum Stadtarchitekten von Leiden ernannt. Nach Errichtung des Schlosses Het Loo bei Apeldoorn zusammen mit Daniel Marot für den Statthalter der Niederlande, Wilhelm III. von Oranien, wurde er 1689 zu dessen Hofarchitekten ernannt und folgte ihm zunächst nach England, wo er am Kensington Palace arbeitete. 1693 errichtete er die Fassade des Stadthauses von Deventer.

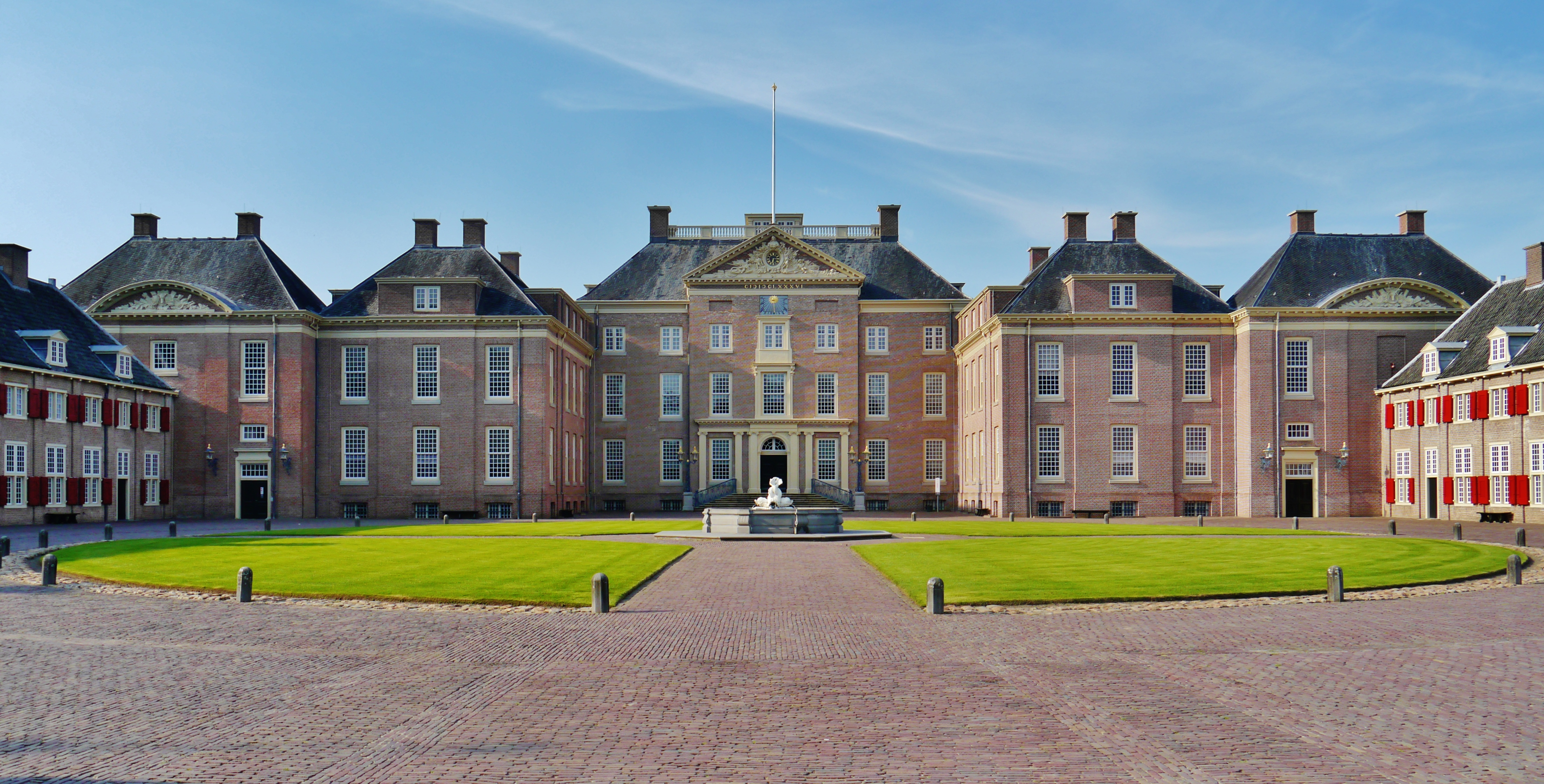
Schloss Het Loo

Für den Fürstbischof von Münster, Friedrich Christian von Plettenberg, plante Roman 1698 einen Neubau von Schloss Nordkirchen, der nicht verwirklicht wurde.